# Belej
Belej est une localité de Croatie située sur l'île de Lošinj et dans la municipalité de Mali Lošinj, comitat de Primorje-Gorski Kotar. En 2001, la localité comptait 64 habitants.

## Démographie
| 1948 | 1953 | 1961 | 1971 | 1981 | 1991 | 2001 |
| ---- | ---- | ---- | ---- | ---- | ---- | ---- |
| 343  | 269  | 197  | 136  | 96   | 72   | 64   |